# Xabier Etxeita
Xabier Etxeita Gorritxategi (Amorebieta-Echano, 31 de outubro de 1987) é um futebolista profissional espanhol, que atua como defensor. Atualmente, está sem clube.

## Títulos
Athletic Bilbao
- Supercopa da Espanha: 2015[1]

Elche
- Segunda Divisão Espanhola: 2012–13[1]